# Edsilia Rombley

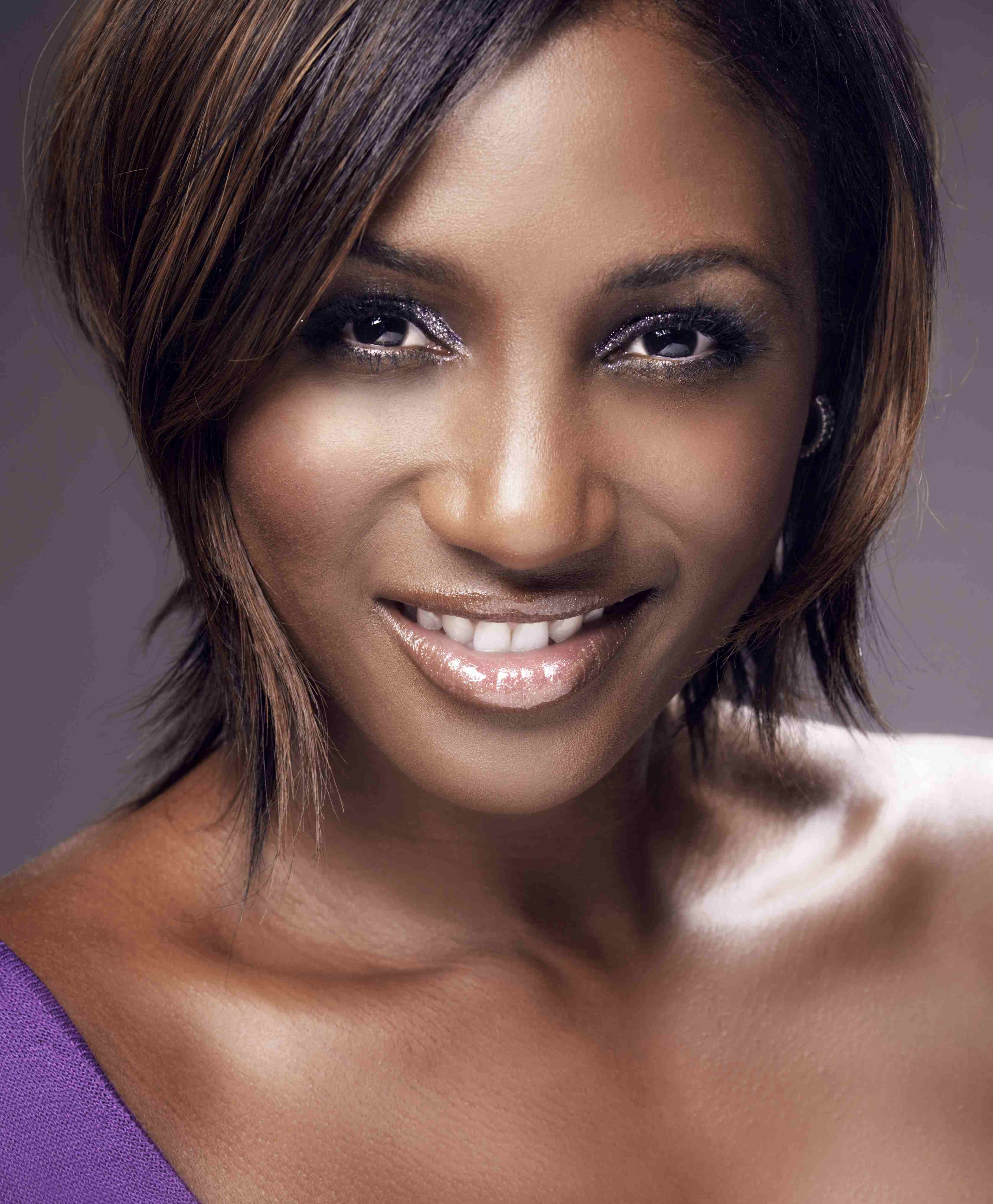
Edsilia Rombley (2009)

Edsilia Rombley (Künstlername Edsilia; * 13. Februar 1978 in Amsterdam) ist eine niederländische Sängerin.

## Karriere
Rombley schaffte ihren Durchbruch 1996 mit dem Gewinn des niederländischen Talentwettbewerbs Soundmixshow. Im April 1997 siegte sie auch beim europäischen Finale dieser Veranstaltung.
Im Jahr darauf gewann sie unter dem Namen Edsilia mit dem Titel Hemel en Aarde das Nationaal Songfestival der Niederlande und qualifizierte sich damit für den Eurovision Song Contest in Birmingham. Dort erreichte sie den vierten Platz und schaffte damit die beste Platzierung für die Niederlande seit dem Sieg von Teach-In beim Eurovision Song Contest 1975.
Im Jahre 2007 trat sie für die Niederlande mit dem Lied On Top of the World erneut beim Eurovision Song Contest an, scheiterte aber bereits im Halbfinale in Helsinki, wo sie einen 21. Platz belegte.
2021 war sie neben Jan Smit, Nikkie de Jager und Chantal Janzen Moderatorin beim 65. Eurovision Song Contest in Rotterdam. 

## Persönliches
Sie ist verheiratet mit dem Komponisten Tjeerd Oosterhuis.

## Diskografie

### Alben
| Jahr | Titel                        | Höchstplatzierung, Gesamtwochen, AuszeichnungChartsChartplatzierungen (Jahr, Titel, Platzierungen, Wochen, Auszeichnungen, Anmerkungen) | Anmerkungen              |
| Jahr | Titel                        | NL | Anmerkungen              |
| ---- | ---------------------------- | --- | ------------------------ |
| 1998 | Edsilia                      | NL86 (3 Wo.)NL |                          |
| 2007 | Meer dan ooit                | NL6 (16 Wo.)NL |                          |
| 2011 | Uit mijn hart                | NL48 (4 Wo.)NL |                          |
| 2013 | Sweet Soul Music             | NL7 (14 Wo.)NL | mit dem Metropole Orkest |
| 2014 | The Piano Ballads – Volume 1 | NL21 (8 Wo.)NL |                          |
| 2018 | The Piano Ballads – Volume 2 | NL89 (1 Wo.)NL |                          |

Weitere Alben
- 2004: Face to Face

### Singles
| Jahr | Titel Album                                               | Höchstplatzierung, Gesamtwochen, AuszeichnungChartsChartplatzierungen (Jahr, Titel, Album, Platzierungen, Wochen, Auszeichnungen, Anmerkungen) | Anmerkungen |
| Jahr | Titel Album                                               | NL | Anmerkungen |
| ---- | --------------------------------------------------------- | --- | ----------- |
| 1998 | Hemel & Aarde Edsilia                                     | NL12 (8 Wo.)NL |             |
| 2007 | Nooit meer zonder jou / On Top Of The World Meer dan ooit | NL25 (8 Wo.)NL |             |

Weitere Singles
- 1998: Walking on Water
- 1998: Second Floor
- 1999: Get Here
- 2000: How Can You Say That
- 2003: Never Gonna Give You Up
- 2004: Free Me
- 2007: Eén keer meer dan jij
- 2007: Dan ben ik van jou, Nooit meer zonder jou
- 2007: Mijn verlangen vandaag